# Битва при Санкт-Якобе у Бирса
Битва при Санкт-Якобе на Бирсе (нем. Schlacht bei St. Jakob an der Birs) — сражение Старой Цюрихской войны, состоявшееся 26 августа 1444 года между французскими и швейцарскими войсками в пригороде Базеля Санкт-Якоб-ан-дер-Бирс (нем.), где в то время находился Базельский совет.

## Предыстория
В 1443 году семь кантонов Старой Швейцарской Конфедерации отправили свои войска в Цюрихский кантон и осадили город. Цюрих заключил союз с императором Фридрихом III, который, в свою очередь, обратился к французскому королю Карлу VII, занятому в Столетней войне, с просьбой отправить войска и снять осаду.
Карл, который не мог одновременно вести войну на двух фронтах, отправил своего сына, дофина Людовика (будущего короля Людовика XI) с войском численностью в 20 тысяч человек в Швейцарию. Большинство из этих солдат были наёмниками («Живодёрами»). Как только французы вступили на территорию Базельского кантона, швейцарские командиры, располагавшиеся в Фарнсбурге, решили отправить против французов небольшой отряд в 1300 человек (преимущественно молодые пехотинцы-пикинёры). Они прибыли в Листаль ночью 25 августа, где к ним присоединились ещё 200 добровольцев.

## Битва
Ранним утром швейцарцы подготовили засаду против французских передовых отрядов близ Праттельна и Муттенца. Засада оказалась вполне успешной, и швейцарцы, окрылённые успехом, пересекли реку Бирс, где столкнулись с основными силами французов, которые уже были готовы к битве. Швейцарцы разделили войска на три отряда, построенные в форме квадрата по 500 человек каждый, и выставили вперёд пики. Французская кавалерия безуспешно пыталась сломить швейцарцев, неся огромные потери. В течение нескольких часов французы без особого успеха атаковали швейцарцев, однако усталость начала сказываться на войсках, и командир швейцарцев приказал своим солдатам отступить к госпиталю Святого Иакова. Из Базеля должно было прибыть подкрепление, однако оно было разбито. Арманьяки тут же начали обстреливать госпиталь, нанеся огромные потери швейцарскому войску. Никто из солдат Швейцарского Союза не принял предложение о капитуляции, и почти все солдаты были перебиты в саду госпиталя. Сражение там продолжалось не более получаса. Лишь немногим удалось вырваться и спастись.

## Последствия
Несмотря на то, что швейцарские силы были разгромлены, а выжившие сбежали в Берн и не вернулись в Базель, для всей Швейцарии это был стратегический успех. Планы французов двинуться к Цюриху, где располагались 20 тысяч солдат гарнизона, были разрушены в одночасье, и дофин Людовик немедленно приказал отступать. Фактически это сражение стало победой Швейцарии в Старой Цюрихской войне, поскольку французские войска были серьёзно измотаны. Во всех летописях и хрониках того времени действия швейцарцев были названы героическими и отважными, слава о бесстрашной швейцарской пехоте прокатилась по всей Европе.
28 октября 1444 Людовик заключил мир со Швейцарским союзом и в частности с Базелем в Энсисхайме, после чего его войска оставили Эльзас весной 1445 года. Хотя французское вторжение состоялось не столько по поводу соглашения со Священной Римской Империей, сколько по желанию Франции занять делом арманьякских наёмников, истинные причины вмешательства Франции в гражданскую войну Швейцарии остаются до сих пор спорными. Тем не менее, это сражение положило конец распрям внутри страны и объединило страну на время.
Несмотря на то, что швейцарская пехота в очередной раз сумела доказать своё превосходство против кавалерии, огромные потери швейцарцев от артиллерии стали поворотными в военной истории Европы: это сражение считается одной из возможных точек отсчёта начала эпохи господства огнестрельного оружия в Европе.

## Память в культуре Швейцарии
- В самой Швейцарии это сражение не считалось чем-либо выдающимся вплоть до XIX века, пока не была свергнута Гельветическая республика, союзница Наполеона Бонапарта. Только тогда в стране вспомнили о давно забытом сражении против французов, которое стало примером самоотверженности и бесстрашия швейцарской армии. Эта битва стала символом швейцарской воинской храбрости, противопоставленной численному превосходству противника: в национальном гимне Швейцарии Rufst du, mein Vaterland, который был гимном страны до 1961 года, упоминались слова о сражении при Санкт-Якобе-ан-дер-Бирсе.
- В 1824 году в стране был воздвигнут первый памятник на месте сражения. В 1872 году был открыт монумент Фердинанда Шлота. С 1824 года (а по другим данным, с 1860 по 1894 года) на месте битвы проводились торжественные памятные мероприятия, которые затем стали проводить каждые пять лет (в 1994 году последний раз по случаю 550-летия битвы они были проведены).
- В швейцарских хрониках упоминается рыцарь Бурхард VII Мюнх, погибший в битве: его смерть стала одним из символов сражения, когда одного мужества швейцарцев не хватило для полной победы из-за ошибок командования. Сражение стало большим уроком для швейцарских вооружённых сил, которые изменили тактику и старались с тех пор сохранять силы, основываясь на засадах и внезапных ударах. Подобную тактику швейцарцы готовы были применить в годы Второй мировой войны в случае вторжения извне.
- По крайней мере один раз футбольная сборная Швейцарии была удостоена сравнения с героями битвы при Санкт-Якобе на Бирсе: 9 июня 1938 Швейцария на чемпионате мира 1938 года играла повторный матч на турнире против Германии (первая встреча состоялась 4 июня и завершилась ничьей 1:1). Немцы вели 2:0 до 40-й минуты матча, пока швейцарцы не воспряли духом и не пошли на штурм немецких ворот. Швейцарии удалось выиграть 4:2 и выбить одного из фаворитов турнира. Честь удостоить футболистов такого сравнения выпала газете «Газетт де Лозанн», которая написала: «Маленькие швейцарцы сражались, как при Санкт-Якобе, и одержали победу, о которой ещё долго будут говорить».